# Oatfield
Oatfield é uma Região censo-designada localizada no estado norte-americano de Oregon, no Condado de Clackamas.

## Demografia
Segundo o censo norte-americano de 2000, a sua população era de 15.750 habitantes.

## Geografia
De acordo com o United States Census Bureau tem uma área de
11,3 km², dos quais 11,3 km² cobertos por terra e 0,0 km² cobertos por água.

## Localidades na vizinhança
O diagrama seguinte representa as localidades num raio de 4 km ao redor de Oatfield.